# بهاءالدین سنجاری
اسعد بن یحیی سُلَمی سِنجاری شهرت‌یافته به بهاءالدین سنجاری و لقب‌گرفته به ابوالسعادات (۱۱۳۸ - ۱۲۲۵) فقیه و شاعر عراقی بود. 